# My Wife's Gone to the Country (Hooray! Hooray!)
My Wife's Gone to the Country (Hooray! Hooray!) è un cortometraggio muto del 1909. Il nome del regista non viene riportato nei credit.

## Produzione
Il film fu prodotto dalla Essanay Film Manufacturing Company.

## Distribuzione
Il film - un cortometraggio di una bobina - uscì nelle sale cinematografiche USA il 1º settembre 1909.